# Kobbi Nissim

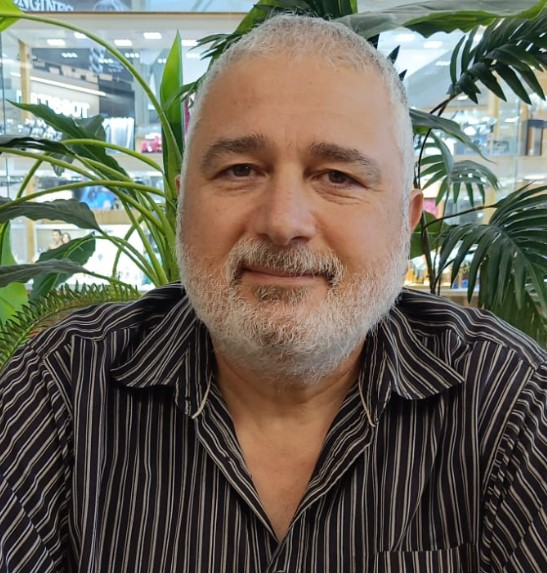
Kobbi Nissim

Kobbi Nissim (* 1965 in Israel) ist ein israelischer Informatiker und Kryptologe, bekannt für Beiträge zur Datensicherheit – er ist einer der Begründer von Differential Privacy.
Kobbi Nissim wurde 2004 am Weizmann-Institut bei Moni Naor in Informatik promoviert (On the Construction of Efficient Cryptographic Protocols). Er lehrte an der Ben-Gurion-Universität im Negev und ist McDervitt Professor für Informatik an der Georgetown University.
Von 2012 bis 2017 war er Gastwissenschaftler an der Harvard University (Center for Research in Computation and Society, CRCS).
Nissim befasst sich mit den unterschiedlichsten Aspekten der Datensicherheit, auch juristischen Aspekten (er hat an der Georgetown University auch eine Verbindung zur Juristischen Fakultät).
2017 erhielt er den Gödel-Preis mit Cynthia Dwork, Adam Davison Smith und Frank McSherry und 2021 mit Irit Dinur, Cynthia Dwork, Frank McSherry, Avrim Blum und Adam Davison Smith den Paris-Kanellakis-Preis für ihre fundamentalen Beiträge zur Entwicklung der Differential Privacy. Er ist Ko-Autor in der grundlegenden Veröffentlichung für Differential Privacy (2006).
2019 erhielt er den Caspar Bowden PET (Privacy Enhancement Technologies) Award und zweimal (2016 mit Dwork, McSherry, Smith für ihre Arbeit zu Differential Privacy, 2018 mit  Dan Boneh und Eu-Jin Goh für Evaluating 2DNF Formulas on Ciphertexts, TCC 2005) einen Test of Time Award der Theory of Cryptography Conference (TCC).

## Schriften (Auswahl)
- M. Naor, K. Nissim: Certificate revocation and certificate update, IEEE Journal on selected areas in communications, Band 18, 2000, S.  561–570
- Irit Dinur, K. Nissim: Revealing information while preserving privacy, Proc. 22th  ACM SIGMOD-SIGACT-SIGART Symposium on Principles of Database Systems, 2003[2]
- Y. Ishai, J. Kilian, K. Nissim, E. Petrank: Extending oblivious transfers efficiently, Annual International Cryptology Conference, 2003, S. 145–161
- M. J. Freedman, K.Nissim, B. Pinkas: Efficient private matching and set intersection, in: International conference on the theory and applications of cryptographic techniques, Springer 2004
- Dan Boneh, Eu-Jin Goh, Kobbi Nissim: Evaluating 2DNF Formulas on Ciphertexts, TCC (Theory of Cryptography Conference) 2005, S. 325–341
- Cynthia Dwork, Frank McSherry, Kobbi Nissim, Adam Smith: Calibrating Noise to Sensitivity in Private Data Analysis. In: Shai Halevi, Tal Rabin (Hrsg.): Theory of Cryptography. Springer, 2006,  S. 265–284 (vorläufige Version in  Theory of Cryptography Conference (TCC) 2006,  sie erhielt 2016 den TCC Test of Time Award)[3]
- Avrim Blum, Cynthia Dwork, Frank McSherry, Kobbi Nissim: Practical privacy: the SuLQ framework, Proc. 24th ACM SIGMOD-SIGACT-SIGART Symposium on Principles of Database Systems, 2005, S. 128–138
- K. Nissim, S. Raskhodnikova, A. Smith: Smooth sensitivity and sampling in private data analysis, Proc. 39th annual ACM Symp. on Theory of Computing, 2007
- S.P. Kasiviswanathan, H.K. Lee, K. Nissim, S. Raskhodnikova, A. Smith: What can we learn privately ?, 49th Annual IEEE Conf. Foundations of Computer Science, 2008